# Crotalaria caudata
Crotalaria caudata är en ärtväxtart som beskrevs av John Gilbert Baker. Crotalaria caudata ingår i släktet sunnhampor, och familjen ärtväxter. Inga underarter finns listade i Catalogue of Life.